# میتای هوآجیسین
مایطای هیآجایسون (تایلندی: ไหมไทย หัวใจศิลป์؛ زادهٔ ۲۶ ژانویه ۱۹۶۸) (به انگلیسی: Maithai Huajaisin) خواننده، ترانه‌سرا، تهیه‌کنندهٔ موسیقی، رقصنده، طراح رقص و هنرپیشه اهل ملیت تایلندی است. کارهای او در ژانر لوک تونگ (Luk thung) قرار می‌گیرد. وی با نام پررا هک یای (พระเอกใหญ่) نیز معروف است.
او در مجموع ۳۵ آلبوم و ۱۲۲ تک آهنگ منتشر کرده‌است.

## ترانه‌شناسی

### آلبوم‌های استودیویی
- 2003 - See her in Germany
- 2004 - Buk See Der
- 2008 - Bao Phan Phuen Mueang
- 2008 - Nak Soo Huajai Seng
- 2010 - Welcome to Thamma
- 2011 - Bor Mee Sith Nuei
- 2012 - Sing Khanong Lam (با مونکلن کانکین)
- 2013 - No.5 Sangkad Phak Phuea Ther
- 2015 - Phua Sam Rong